# Humlehøj-Skolen
Humlehøj-Skolen er en folkeskole i Sønderborg. Skolen har ca. 380 elever på 10 klassetrin fra børnehaveklasse til 9. klasse, og der er desuden en SFO. Humlehøjskolen er bygget sammen med Humlehøj Hallerne, med bl.a. byens eneste offentlige svømmehal.
|  | Denne artikel om en bygning eller et bygningsværk kan blive bedre, hvis der indsættes et (bedre) billede. Du kan hjælpe ved at afsøge Wikimedia Commons for et passende billede eller lægge et op på Wikimedia Commons med en af de tilladte licenser og indsætte det i artiklen. |

54°55′12.98″N 9°48′15.13″Ø / 54.9202722°N 9.8042028°Ø